# Nowe Grabie (powiat płocki)
Nowe Grabie – wieś sołecka w Polsce położona w województwie mazowieckim, w powiecie płockim, w gminie Gąbin.
W latach 1975–1998 miejscowość należała administracyjnie do województwa płockiego.

## Nazwy ulic
| - Osiedle pod Brzozami - Osiedle pod Jaworem - Osiedle pod Jodłami |  | - Osiedle pod Klonami - Osiedle pod Sosnami - Osiedle pod Świerkami |